# Serranus huascarii
Serranus huascarii är en fiskart som beskrevs av Steindachner, 1900. Serranus huascarii ingår i släktet Serranus och familjen havsabborrfiskar. IUCN kategoriserar arten globalt som livskraftig. Inga underarter finns listade i Catalogue of Life.